# Syvä Vuontisjärvi
Syvä Vuontisjärvi är en sjö i Finland. Den ligger i kommunen Sodankylä i landskapet Lappland, i den norra delen av landet, 800 km norr om huvudstaden Helsingfors. Syvä Vuontisjärvi ligger 210,7 meter över havet. Arean är 54,2 hektar och strandlinjen är 3,14 kilometer lång. Sjön  ingår i Kemi älvs huvudavrinningsområde.   Den ligger vid sjön Maatala Vuontisjärvi.